# Johann Christoph Hasse
Johann Christoph Hasse (* 15. Mai 1777 in Bockwitz; † 24. Januar 1840 in Chemnitz) war ein deutscher Apotheker.

## Leben
Johann Christoph Hasse wurde als Sohn des Bockwitzer Pfarrer Christian Heinrich Hasse (* 5. September 1736 in Syrau; † 2. Dezember 1809 in Bockwitz) sowie dessen Ehefrau Sophie Magdalena (* 3. September 1751 in Ottendorf-Okrilla; † unbekannt) geb. Windisch, geboren. Er hatte noch vier Brüder und vier Schwestern:
- Prof. Dr. phil. Friedrich Christian August Hasse;
- Traugott Leberecht Hasse (* 8. Februar 1775 in Bockwitz; † 17. Juni 1853 in Dresden), Oberhütteninspektor;
- Heinrich Gottlob Hasse (* 1779; † unbekannt), Ökonomieinspektor (= ein mit der selbständigen Verwaltung eines landwirtschaftlichen Betriebes betrauter Beamter);
- Ernst Gottlieb Hasse (* 1786; † unbekannt); Nachfolger des Vaters als Pfarrer in Bockwitz;
- Friedericke Augustina (* 1784; † 1839 in Wolkenburg), war verheiratet mit dem Pastor Friedrich Wilhelm Karl Kranichfeld (1797–1880);
- 3 weitere unbekannte Schwestern

Er studierte Pharmazie in Görlitz und war anschließend als Gehilfe in verschiedenen Offizinen in Dresden, Leipzig, Göttingen und Hannover tätig.
1805 wurde er als Feldapotheker in die Sächsische Armee eingezogen und marschierte mit dem Armeekorps nach Thüringen. Nach dem Abschluss des Frieden von Pressburg am 26. Dezember 1805 wurde er auf Wartegeld gesetzt und blieb in dieser Zeit in Dresden, um dort Vorlesungen in Pflanzenkunde zu halten. 1806, als die sächsischen Truppen mit der preußischen Armee gegen die Grande Armée zog, wurde er als Militärapotheker mit der sächsischen Feldapotheke nach Apolda beordert. Nach der Schlacht bei Jena und Auerstedt am 14. Oktober 1806 fiel der größte Teil der Feldapotheke in die Hände der Franzosen und Johann Christoph Hasse flüchtete zu seinem Bruder Traugott Leberecht Hasse, der als Beamter bei den königlich-hannoverschen Eisenhüttenwerken in Elbingerode und Rothehütte im Harz tätig war; später kehrte er nach Dresden zurück.
Im Frieden von Posen vom 11. Dezember 1806 verpflichtete sich der sächsische Kurfürst Friedrich August I. 20.000 Mann seiner Armee dem Rheinbund zur Verfügung zu stellen. Johann Christoph Hasse war inzwischen als Feldapotheker im ambulanten Hospital des königlich-sächsischen Kontingentes angestellt und wurde 1807 nach Polen beordert, um sich dort der kaiserlich-französischen Armee anzuschließen. Nach einigen Monaten in Warschau wurde er dann nach Dresden zurück beordert. Sein inzwischen begonnenes Botanik-Studium musste er Mitte Juli 1809 unterbrechen, weil er mit der Feldapotheke nach Regensburg beordert wurde. Von dort aus erfolgte im September 1809 die Verlegung nach Pressburg, weil die französische Armee die Stadt belagerte, nachdem sich Österreich 1809 zusammen mit Großbritannien gegen Frankreich gestellt hatte. Nach dem Abschluss eines Friedensvertrages kehrte er 1810 nach Dresden zurück. Im Februar 1810 verlegte das Militärhospital nach Weißenfels und kurz darauf erhielt er den Auftrag in Torgau eine Festungsapotheke aufzubauen, um von dort aus sämtliche Militärhospitale der sächsischen Armee zu versorgen, inzwischen war er zum Oberfeldapotheker befördert worden. Im Dezember 1811 wurde er in das Großherzogtum Warschau entsandt und blieb dort bis November 1812, dann marschierte er mit den Resten der französischen und sächsischen Armee des Russlandfeldzuges zurück nach Torgau, um dort wieder die Festungsapotheke zu verwalten. Wegen der bevorstehenden Landesteilung, Torgau fiel nach den Beschlüssen des Wiener Kongresses 1815 an Preußen, wurde die Festungsapotheke von Torgau nach Chemnitz verlegt; er behielt die Leitung der Festungsapotheke bis 1817.
1815 erhielt er die Empfehlung des Generals Karl von Gersdorff zu einer Konzession zum Betrieb einer Apotheke, daraufhin eröffnete er in Chemnitz die „Neue Apotheke“, die er 1830 aus gesundheitlichen Gründen wieder verkaufte, anschließend beschäftigte er sich mit der Landwirtschaft, indem er versuchte, den Seidenanbau zu kultivieren. Dazu gab er unentgeltlichen Unterricht in technischer Chemie an der neu errichteten Gewerbeschule in Chemnitz.
1815 heiratete er Karoline Christiane geb. Laurentius, die Witwe des Diakon Johann Gottlieb Ernst Gulich, der am 25. Mai 1813 von den Trümmern der am 12. Mai 1813 abgebrannten Stadtkirche in Bischofswerda erschlagen wurde. Seine Ehefrau brachte zwei Töchter mit in die Ehe ein; gemeinsam hatten sie noch zwei gemeinsame Söhne, von denen der jüngste 1820 geboren wurde und vier Monate vor ihm verstarb.